# エル・ハ＝マーヤン

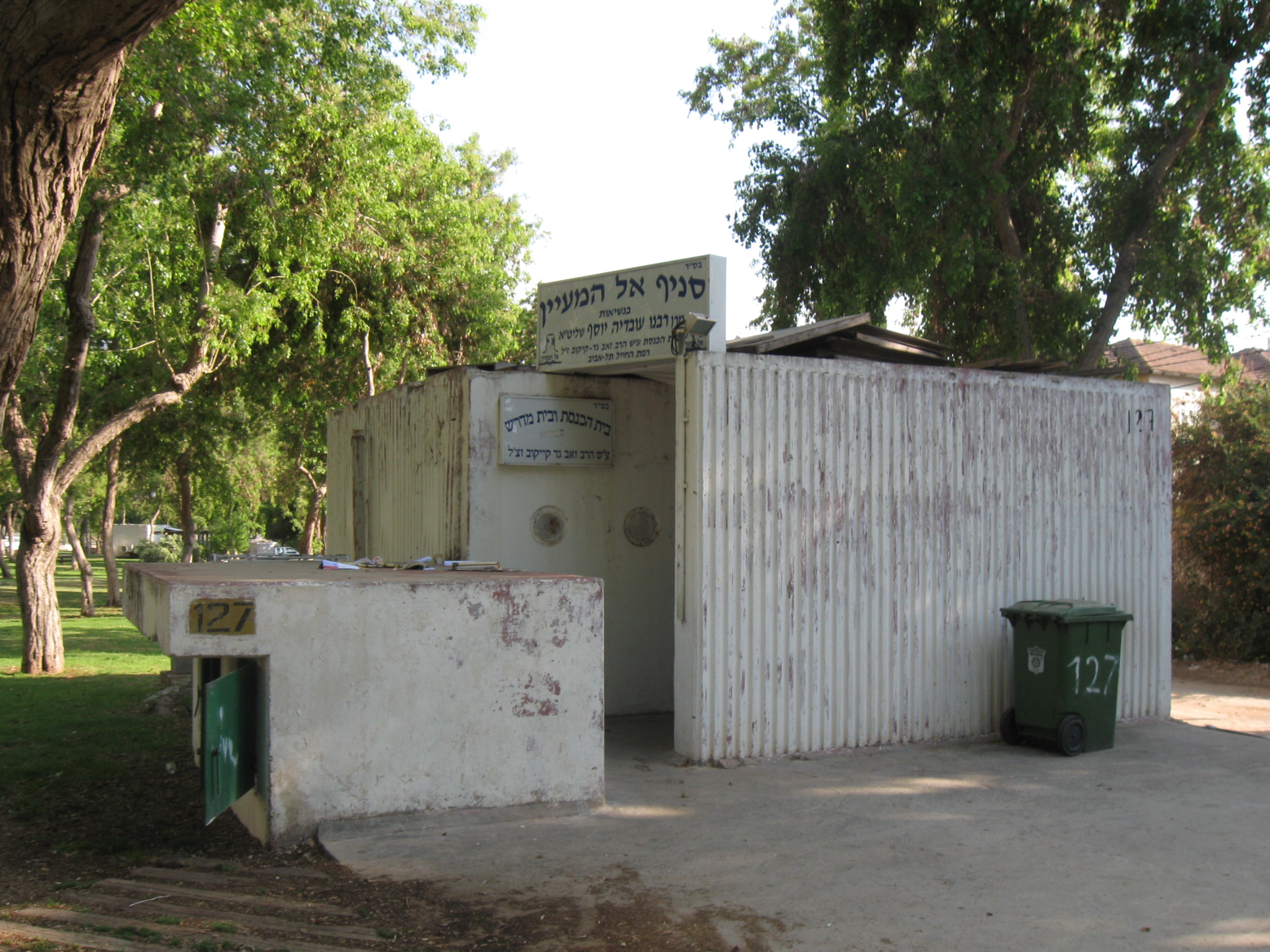
エル･ハ＝マーヤンの出張所（テルアビブ）

エル・ハ＝マーヤン（אל המעיין　「泉へ」という意味）とは、イスラエルの宗教政党「シャス」が1987年に創設した学校である。

## 概要
シャスの支持母体は「ミズラヒム」、「セファルディム」と呼ばれる中東系ユダヤ人である。しかし、これらのユダヤ人たちはアシュケナジムと異なり、貧者・低所得者が多い。また、イスラエル社会にはアシュケナジムによるセファルディム、ミズラヒムへの差別感情が根強く存在している。そこで、シャスはこうしたイスラエル社会における貧しく、差別を受けている子供たちを支援するために、無料給食、補講等を実施する学校「エル・ハ＝マーヤン」を立ち上げた。
この学校は、貧しい子供たちを非行や犯罪に走らせない役割を果たしている。